# Lancia Kappa
Der Lancia Kappa (oder Lancia k) ist ein von Sommer 1994 bis Mitte 2000 produziertes Fahrzeug der oberen Mittelklasse des italienischen Autoherstellers Lancia.
Das Fahrzeug gab es als viertürige Stufenhecklimousine, fünftürigen Kombi und zweitüriges Coupé. Es trägt den Namen eines historischen Modells, das von 1919 bis 1922 gebaut wurde. Wie viele Lanciamodelle wurde es nach einem Buchstaben des altgriechischen Alphabets benannt.

## Geschichte

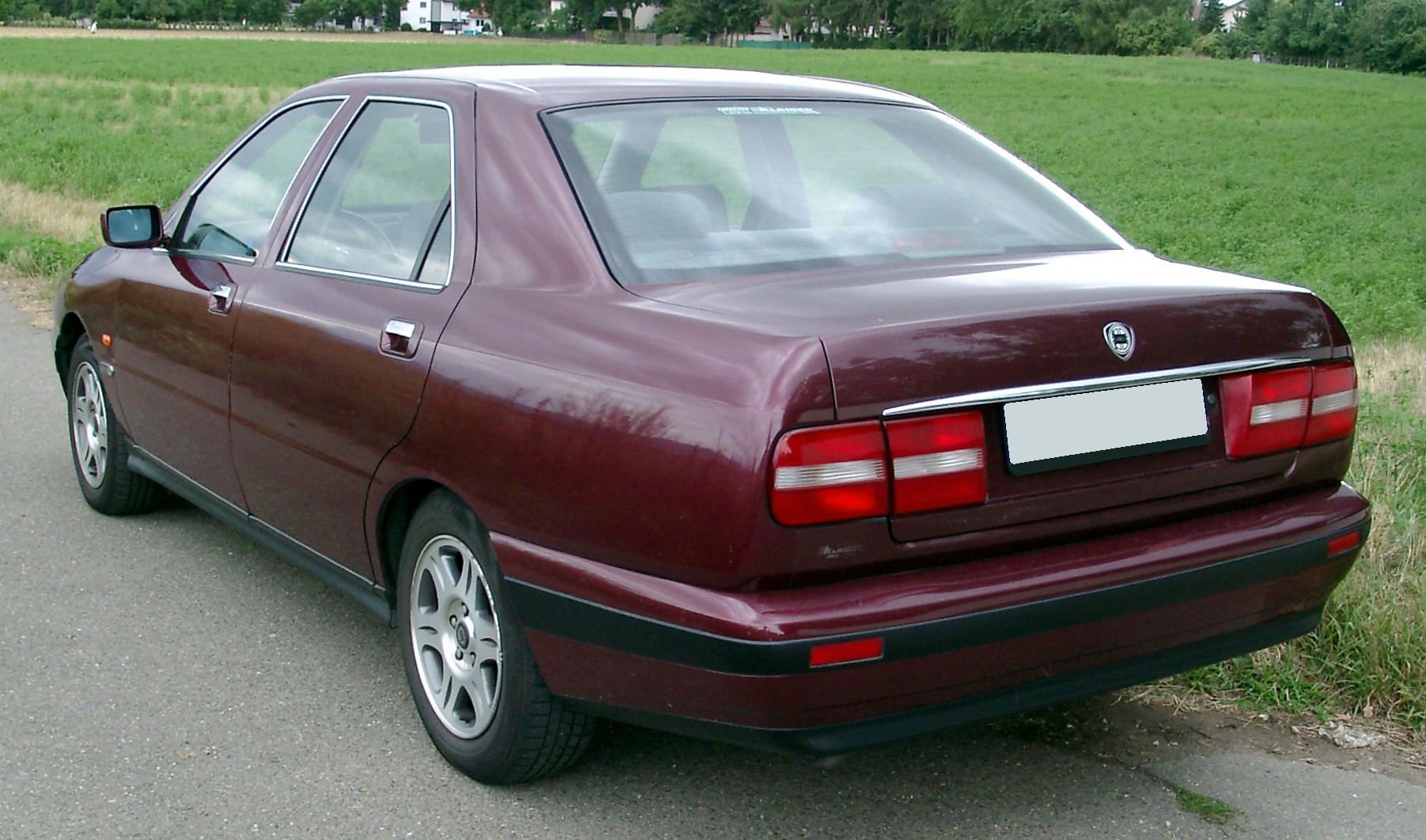
Heckansicht

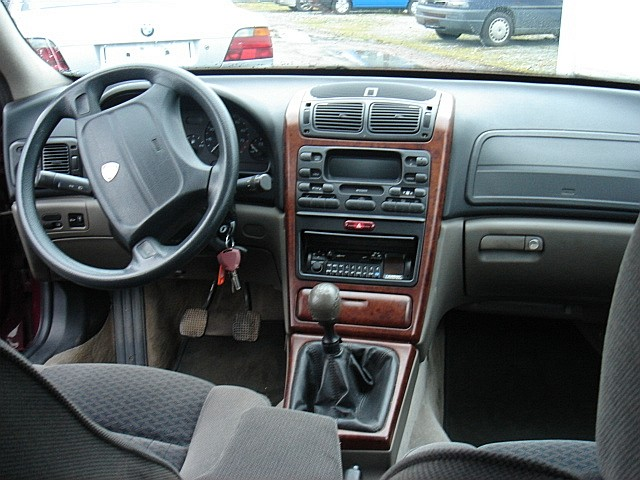
Cockpit

Der Kappa war ab August 1994 als Nachfolger des Thema das Spitzenmodell im Lancia-Programm und kam nach einer besonders langwährenden Entwicklungszeit, die von vorneherein sämtliche Mängel unterbinden und ein hohes Qualitätsniveau sichern sollte, auf den Markt.
Festgelegt wurde die Schreibweise Lancia k und in allen Sprachen die italienische Sprechweise Lancia Kappa.
Entworfen wurde die Kappa Limousine durch die hausinterne Designabteilung Lancia Centro Stile unter Mitarbeit des Turiner Designunternehmens IDEA. Aufgebaut war der Wagen auf der intern „D“ genannten Plattform. Anders als das damals modische organische Design mutet die Form eher klassisch an. Das Heck dominierten die durch den Kofferraumdeckel geteilten Heckleuchten, eine flach stehende Heckscheibe und ein großflächiger Stoßfänger in Wagenfarbe.
Angetrieben wurde der Kappa wahlweise von einem Zweiliter-Turbo-Vierzylinder (205 PS), einem Zweiliter-Fünfzylinder (145 PS), einem 2,4-Liter-Fünfzylinder (175 PS), einem Dreiliter-V6 (204 PS) oder einem 2,4-Liter-Turbodiesel mit 124 PS. Die Zweiliter-Version gab es wahlweise mit kurzer oder langer Getriebeübersetzung. Im Juli 1996 wurde die Leistung beim 2.0 auf 155 PS angehoben. Auch beim Kappa SW 2.4 gab es das sogenannte PowerDrive-Getriebe.
Die Ausstattung des Kappa war umfangreich und umfasste unter anderem höhen- und längenverstellbares Lenkrad und eine in die Heckscheibe integrierte Radioantenne, Check-Control-System, Klimaanlage (versionsabhängig), Velourspolsterung (Alcantara oder Leder von Poltrona Frau auf Wunsch), ABS, Doppelairbag. Es gab zur Markteinführung drei Ausstattungsvarianten: LE, LS und LX. Die Radiomodelle der ersten Serie waren von Clarion und im gleichen Design gehalten wie die Klimaanlagenbedienung. Ungewöhnlich für die damalige Zeit war, dass man sich auch um die Gerüche der Kunststoffe im Neuwagen Gedanken machte und einen Geruchsneutralisierer in Form eines speziellen Kissens unter dem Sitz installierte. Die Wirkung hielt ein halbes Jahr, also so lange wie die Kunststoffe ausdünsten.
Eine Version mit verlängertem Radstand, die eine zweigeteilte B-Säule mit zusätzlichen Scheiben beinhaltete, wurde in fünf Exemplaren ausschließlich in der Farbe dunkelbraun gefertigt, davon waren zwei mit Vinyldach versehen und von der Leitung des Fiat-Konzerns genutzt. Von den drei anderen Exemplaren existieren noch zwei, alle vier Fahrzeuge befinden sich heute in Sammlerhand, davon mindestens eines in der Schweiz. Jedes Exemplar unterscheidet sich in Details von den anderen.

### Kombi

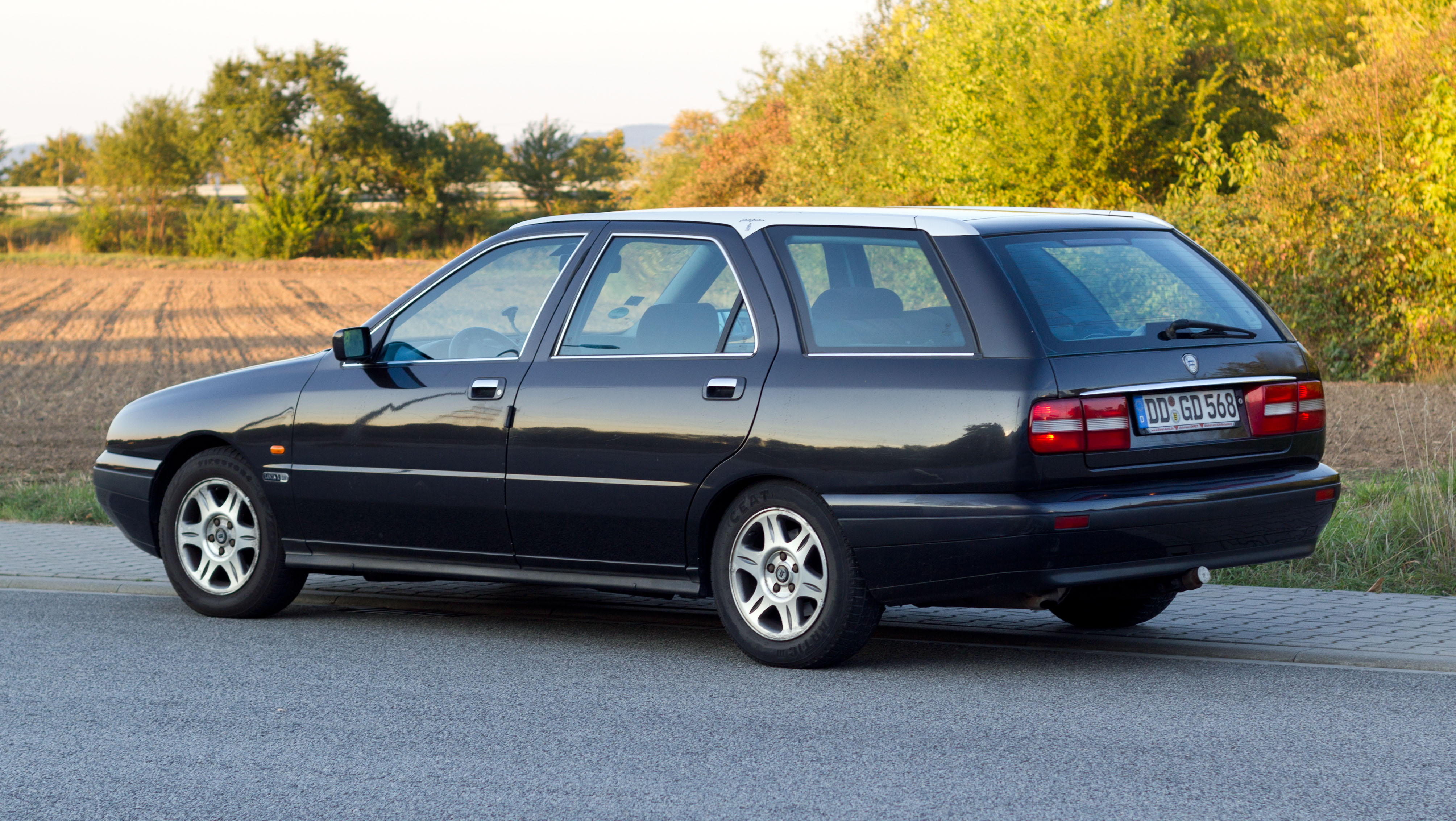
Lancia Kappa SW (1998–2000)

Die Kombiversion des Kappa wurde wie sein Vorgänger, der Thema SW, von Pininfarina entworfen und gebaut.
Der Kappa SW wurde im Juni 1996 eingeführt und hatte als besonderes Merkmal eine matt-eloxierte Chromleiste am Dachrand, die im Bereich der C-Säule ein Stück weit dem Türausschnitt folgte und an dieser Stelle das Pininfarina-Logo trug, der den Kombi entworfen hatte. Bei den Turbo-Modellen war die Dachleiste in Dunkelgrau matt eloxiert und die Türgriffe wie bei Coupé und Limousine in Wagenfarbe lackiert.
Vom Kappa Station Wagon wurden 9.193 Exemplare gefertigt.

### Coupé

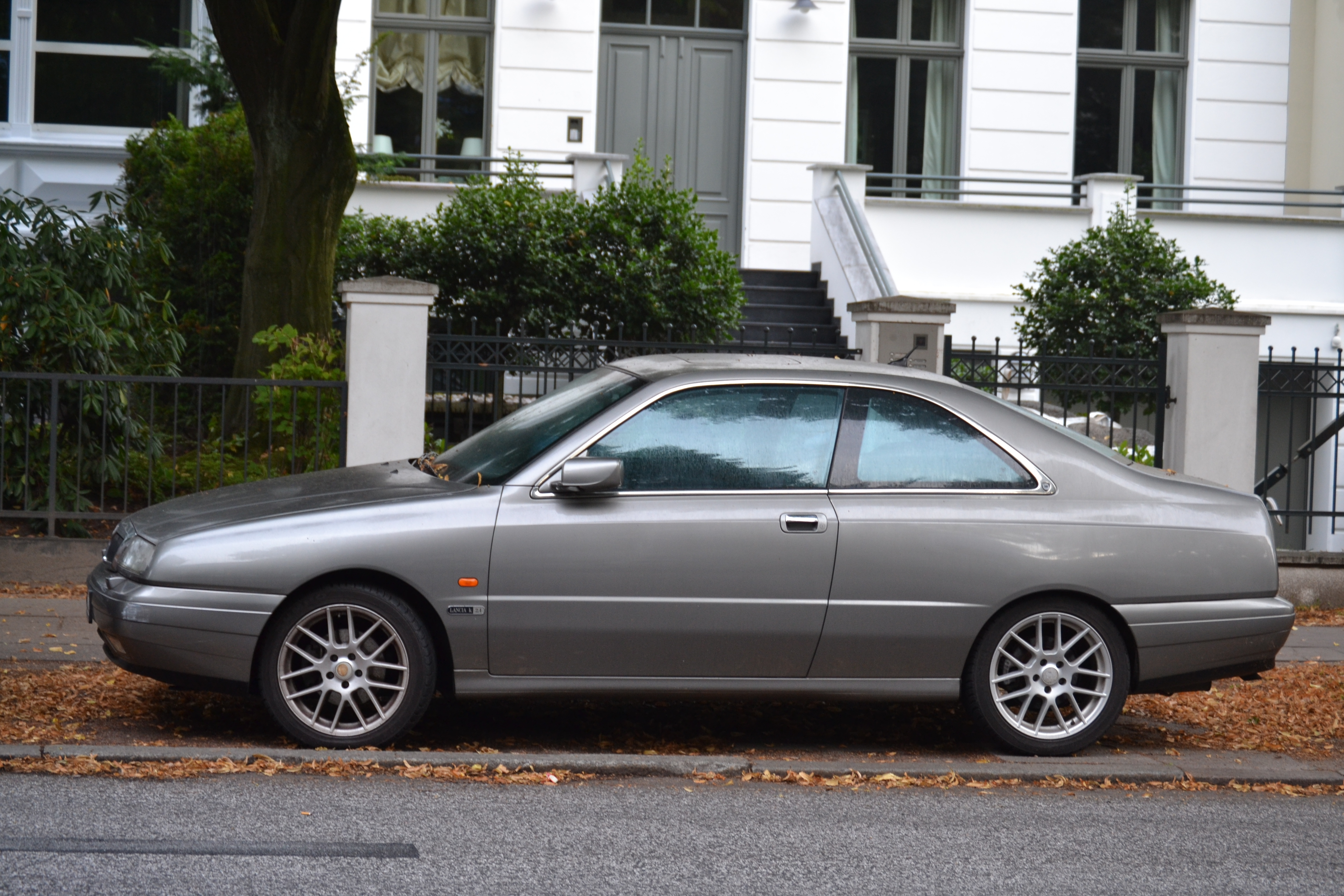
Lancia Kappa Coupé

Das Kappa Coupé wurde von Januar 1997 bis März 2000 von dem italienischen Karosseriebauunternehmen Maggiora gefertigt.
Bis zur A-Säule sind Limousine und Coupe identisch, die restliche Karosserie wurde neu gestaltet. Die Heckscheibe läuft fließend nach hinten ab und wird von zwei angedeuteten Heckflossen flankiert. Sie sollen eine Reminiszenz an das Design des Lancia Flaminia Coupé aus den 1960er Jahren darstellen.
Das Interieur bot serienmäßig eine Bestuhlung von Recaro in Alcantara. Eine Lederausstattung der italienischen Manufaktur Poltrona Frau, bei der zwölf Farbvarianten wählbar waren ("Kaleidos Leather"), konnte als aufpreispflichtiges Extra geordert werden.
Die Carrozzeria Maggiora in Chivasso fertigte vom Kappa Coupé insgesamt 3271 Exemplare an. Es gilt damit als eines der seltensten in Großserie hergestellten Fahrzeuge.

## Modellpflege
Im Mai 1998 erfuhr die Kappa-Baureihe eine leichte Überarbeitung. Wichtigste Neuerung stellten die zwei neue Motoren dar: ein zwei Liter großer Fünfzylinder-Benziner mit Turbolader und einer Leistung von 220 PS sowie ein 2,4 Liter-Turbodiesel mit Common Rail-Direkteinspritzung, der 136 PS leistete. Ferner gab es Seitenairbags sowie ein Radio-Navigationssystem von Blaupunkt (nur in Deutschland) serienmäßig.
Durch vollständig in Wagenfarbe lackierte Stoßfänger, hochglänzendes Wurzelholzimitat sowie ein durchgehend anthrazitfarben gestaltetes Armaturenbrett wirkte das Fahrzeug moderner und hochwertiger. Neue Extras waren Tempomat und Xenonscheinwerfer.
Die Variante LE entfiel, wenngleich Alufelgen, Nebelscheinwerfer sowie Alcantara-Polster in der Basisversion weiterhin nicht serienmäßig waren. Neu war die Turbo-Line für den Turbo, die sich durch dunkel eloxierte Scheibeneinfassungen, gelochte Alcantara-Polster sowie in Wagenfarbe lackierte Türgriffe auszeichnete.

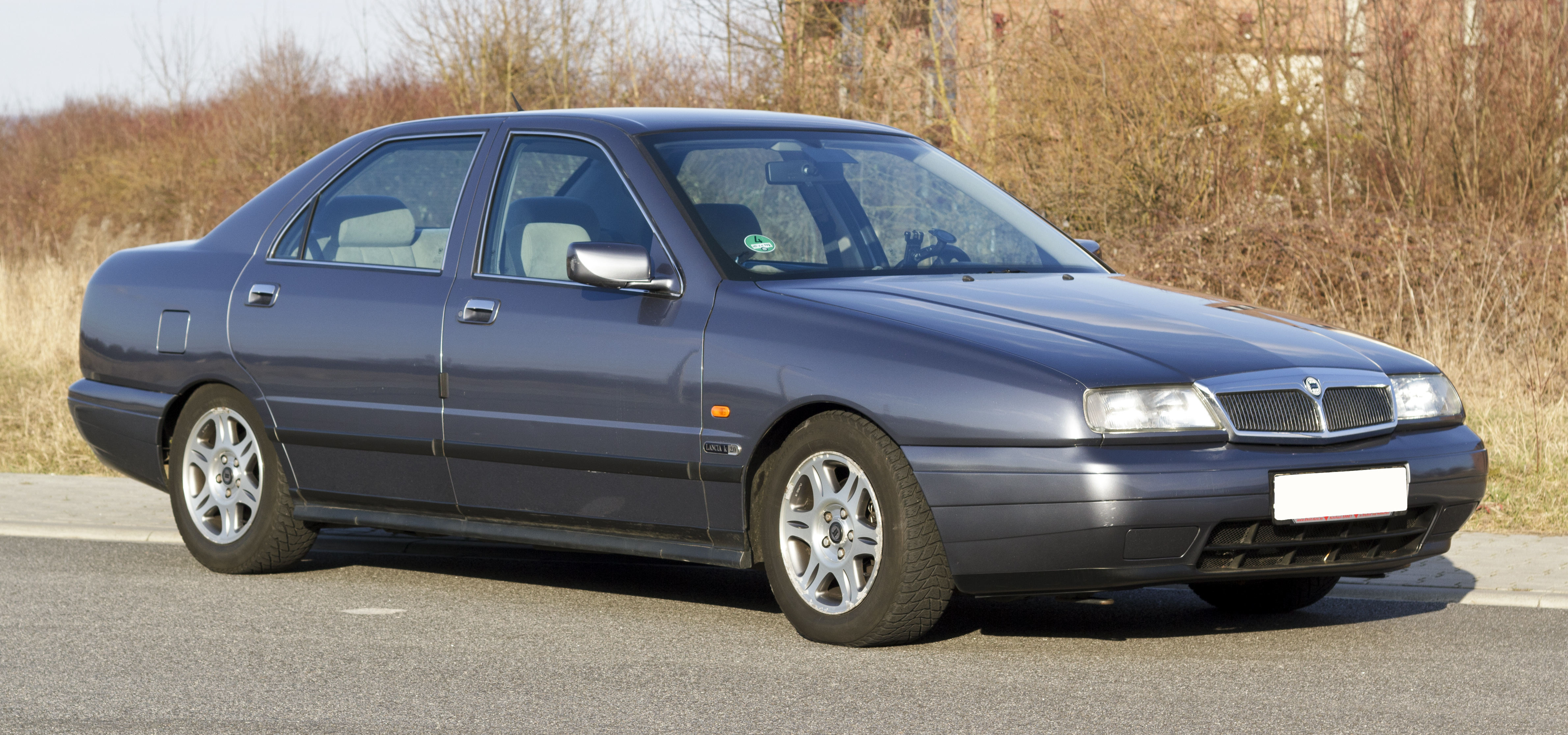
Lancia Kappa Limousine (1998–2000)
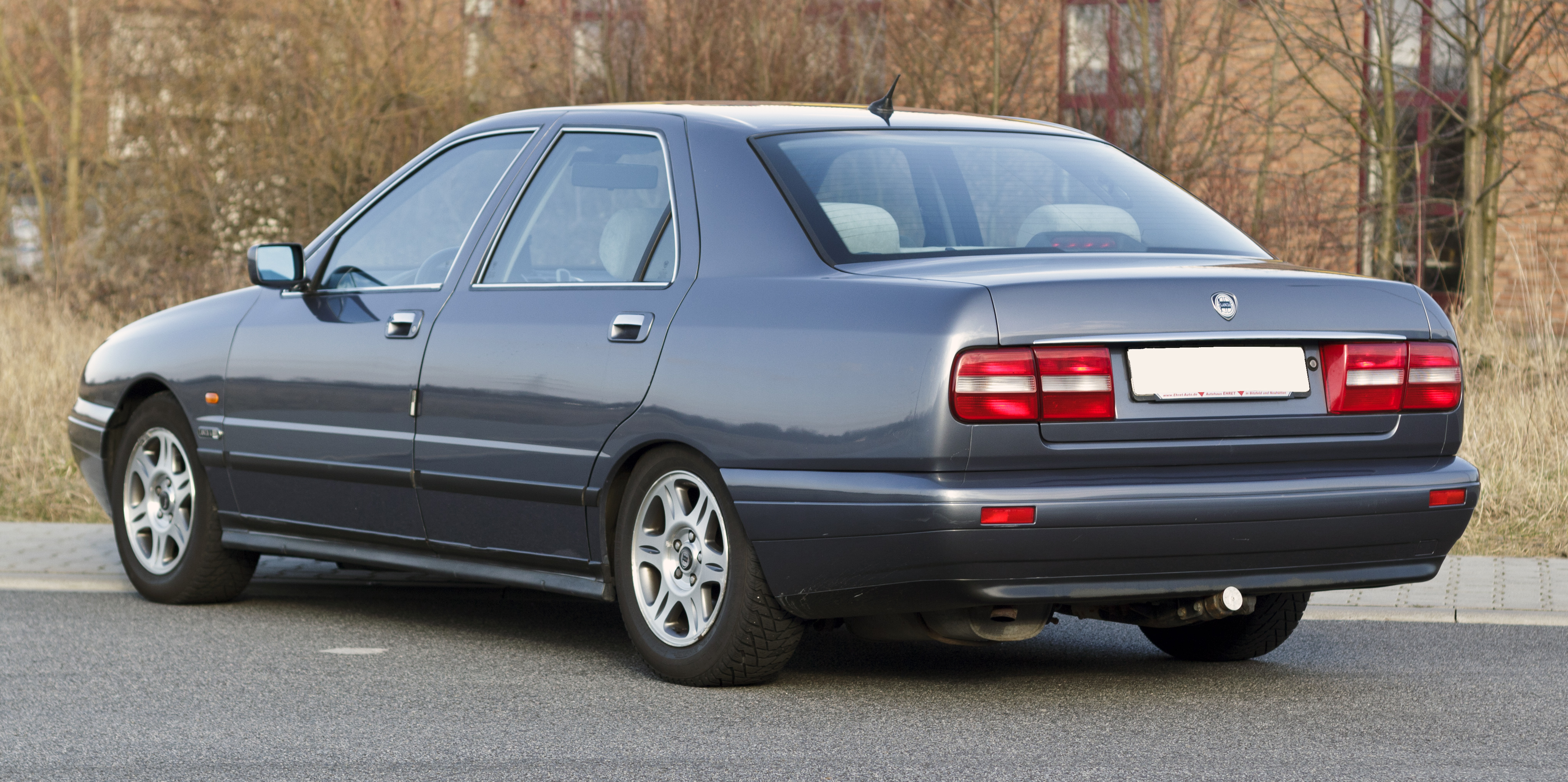
Heckansicht

## Zubehör
Es gab zu dem Lancia Kappa Zubehör aus dem LineaAccessori Programm, wie Dachgepäckträger, Holzschaltknauf, regelbare Dämpfer und folgende Felgen:

Felgen des Lancia Kappa
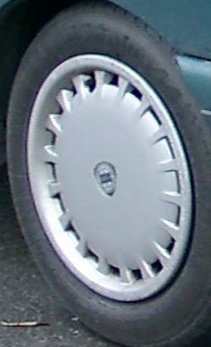
Stahlfelge mit Radkappe
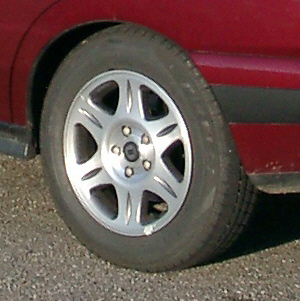
Alufelge SL-1187
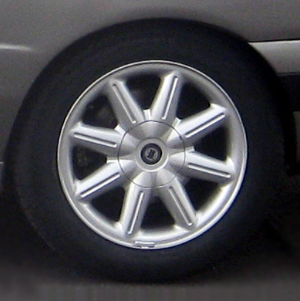
Alufelge SL-1188, produziert von Speedline; Option offiziell nur für den Kombi
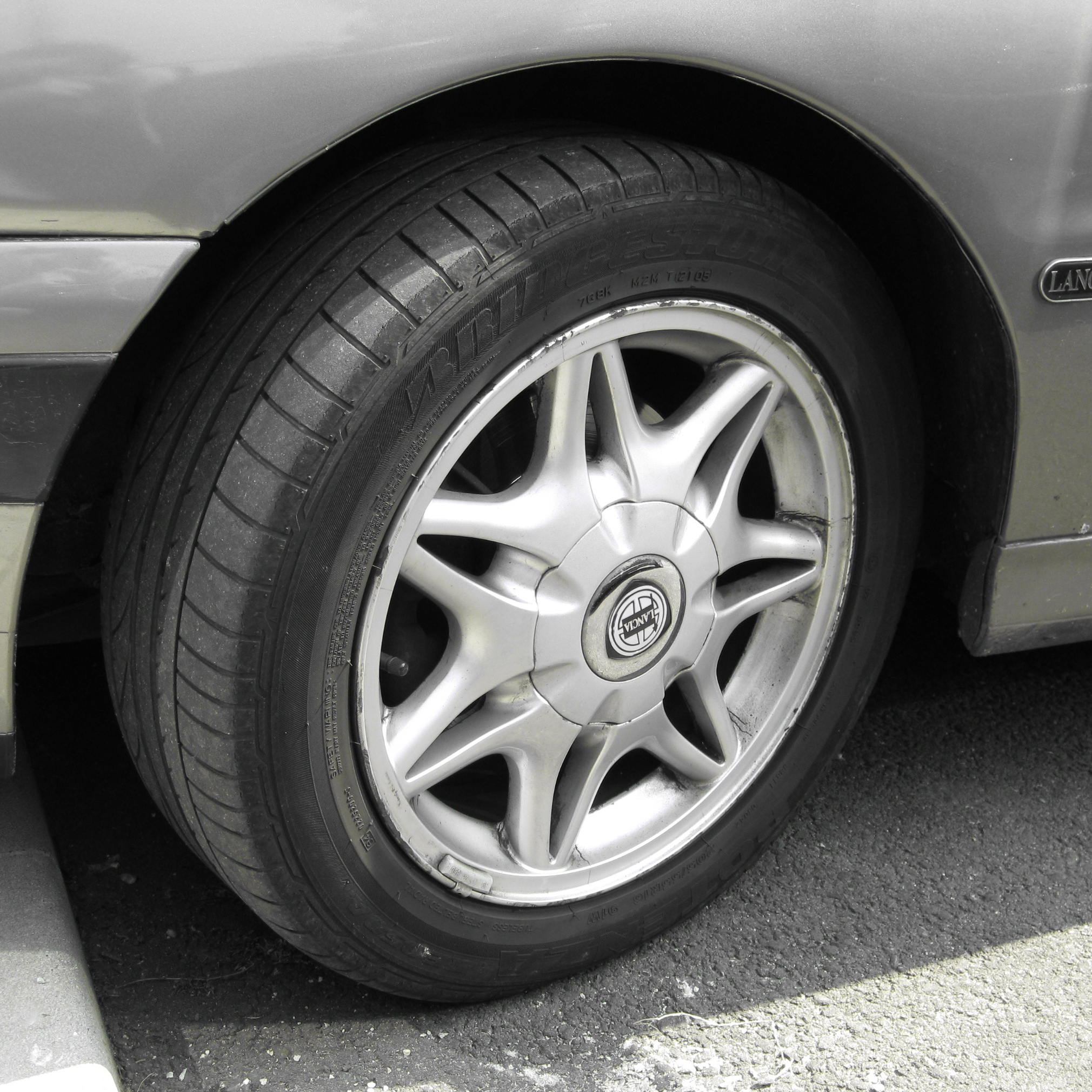
Alufelge des Coupé für alle Versionen, ebenfalls von Speedline

Des Weiteren wurden ab Werk die Felgen AZEV-B-Design, AZEV-C-Design und Borbet-D-Design angeboten, die nicht im Lancia-Design gehalten waren.
Angekündigt und vorgestellt wurde eine Einparkhilfe mit dem Namen LOP, die aber nie in Serie ging. Mit ihr wurden die Hinterräder angehoben, und der Wagen wurde durch Walzen seitlich in die Parklücke gerollt.

## Resonanz
Im Juli 2000 endete die Produktion der Kappa Limousine und die des Kombi. Insgesamt wurden vom Kappa 117.216 Einheiten produziert, wovon 104.752 Exemplare auf die Limousine, 9.193 auf den Station Wagon und 3.271 auf das Coupé entfielen. Damit wurde von den drei Varianten mit Abstand die Limousine am häufigsten produziert, sodass der Kombi nur 4 % und das Coupé sogar nur 2 % zum Verkaufserfolg beitrugen.
Sein Nachfolger wurde ab März 2002 die Stufenhecklimousine Lancia Thesis, wobei der Kappa SW und das Kappa Coupé ohne Nachfolger blieben.
Die Limousine war Regierungsfahrzeug in Italien und Polen. Noch 2002 war der Kappa vor dem Alfa Romeo 166 das häufigste Fahrzeug italienischer Politiker. Privat fuhr Václav Havel einen Kappa als 2.0 16V von 1997 bis 2006, anschließend ging der Wagen in eine private Sammlung. Ein prominenter Besitzer eines Kappa als 3.0 in Deutschland war Joschka Fischer.
Giovanni Agnelli nutzte einen verlängerten Kappa (mit eingesetztem Mittelstück) als Dienstwagen. Die vorderen Sitze waren mit blauem Leder bespannt, die Rücksitze mit Stoff, da Agnelli keine Ledersitze mochte. An den hinteren Türen befanden sich besonders große Aschenbecher.

## Technische Daten
|                                             | 2.0                                                                              | 2.0                                                                              | 2.0 t                                                                            | 2.0 t                                                                            | 2.4                                                                              | 3.0                                                                              | 2.4 td                                                                           | 2.4 JTD                                                                          |
| Bauzeitraum                                 | 08/1994–06/1996                                                                  | 07/1996–07/2000                                                                  | 08/1994–05/1998                                                                  | 05/1998–07/2000                                                                  | 08/1994–07/2000                                                                  | 08/1994–07/2000                                                                  | 08/1994–05/1998                                                                  | 05/1998–07/2000                                                                  |
| Motorkenndaten                              |                                                                                  |                                                                                  |                                                                                  |                                                                                  |                                                                                  |                                                                                  |                                                                                  |                                                                                  |
| Motorkennung                                | 838A1000                                                                         | 838A6000                                                                         | 838A4000                                                                         | 175A3000                                                                         | 838A2000                                                                         | 838B000                                                                          | 838A7000                                                                         | 838A8000                                                                         |
| Motortyp                                    | R5-Ottomotor                                                                     | R5-Ottomotor                                                                     | R4-Ottomotor                                                                     | R5-Ottomotor                                                                     | R5-Ottomotor                                                                     | V6-Ottomotor                                                                     | R5-Dieselmotor                                                                   | R5-Dieselmotor                                                                   |
| Anzahl Ventile pro Zylinder                 | 4                                                                                | 4                                                                                | 4                                                                                | 4                                                                                | 4                                                                                | 4                                                                                | 2                                                                                | 2                                                                                |
| Ventilsteuerung                             | DOHC, Zahnriemen                                                                 | DOHC, Zahnriemen                                                                 | DOHC, Zahnriemen                                                                 | DOHC, Zahnriemen                                                                 | DOHC, Zahnriemen                                                                 | 2 × DOHC, Zahnriemen                                                             | OHC, Zahnriemen                                                                  | OHC, Zahnriemen                                                                  |
| Gemischaufbereitung                         | Saugrohreinspritzung                                                             | Saugrohreinspritzung                                                             | Saugrohreinspritzung                                                             | Saugrohreinspritzung                                                             | Saugrohreinspritzung                                                             | Saugrohreinspritzung                                                             | Wirbelkammer- einspritzung                                                       | Common-Rail- Einspritzung                                                        |
| Motoraufladung                              | –                                                                                | –                                                                                | Turbolader, Ladeluftkühler                                                       | Turbolader, Ladeluftkühler                                                       | –                                                                                | –                                                                                | Turbolader, Ladeluftkühler                                                       | Turbolader, Ladeluftkühler                                                       |
| Kühlung                                     | Wasserkühlung                                                                    | Wasserkühlung                                                                    | Wasserkühlung                                                                    | Wasserkühlung                                                                    | Wasserkühlung                                                                    | Wasserkühlung                                                                    | Wasserkühlung                                                                    | Wasserkühlung                                                                    |
| Bohrung × Hub                               | 82,00 mm × 75,65 mm                                                              | 82,00 mm × 75,65 mm                                                              | 84,00 mm × 90,00 mm                                                              | 82,00 mm × 75,65 mm                                                              | 83,00 mm × 90,40 mm                                                              | 93,00 mm × 72,60 mm                                                              | 82,00 mm × 90,40 mm                                                              | 82,00 mm × 90,40 mm                                                              |
| Hubraum                                     | 1998 cm³                                                                         | 1998 cm³                                                                         | 1995 cm³                                                                         | 1998 cm³                                                                         | 2446 cm³                                                                         | 2959 cm³                                                                         | 2387 cm³                                                                         | 2387 cm³                                                                         |
| Verdichtungsverhältnis                      | 10,0:1                                                                           | 10,4:1                                                                           | 8,0:1                                                                            | 8,5:1                                                                            | 10,0:1                                                                           | 10,0:1                                                                           | 21,0:1                                                                           | 18,45:1                                                                          |
| max. Leistung bei 1/min                     | 107 kW (145 PS) /6100                                                            | 114 kW (155 PS) /6500                                                            | 151 kW (205 PS) /5600                                                            | 162 kW (220 PS) /6000                                                            | 129 kW (175 PS) /6100                                                            | 150 kW (204 PS) /6300                                                            | 91 kW (124 PS) /4250                                                             | 100 kW (136 PS) /4250                                                            |
| max. Drehmoment bei 1/min                   | 185 Nm /4500                                                                     | 186 Nm /4000                                                                     | 298 Nm /2750                                                                     | 309 Nm /2750                                                                     | 230 Nm /3750                                                                     | 270 Nm /4500                                                                     | 246 Nm /2250                                                                     | 304 Nm /2000                                                                     |
| Kraftübertragung                            |                                                                                  |                                                                                  |                                                                                  |                                                                                  |                                                                                  |                                                                                  |                                                                                  |                                                                                  |
| Antrieb                                     | Vorderradantrieb                                                                 | Vorderradantrieb                                                                 | Vorderradantrieb                                                                 | Vorderradantrieb                                                                 | Vorderradantrieb                                                                 | Vorderradantrieb                                                                 | Vorderradantrieb                                                                 | Vorderradantrieb                                                                 |
| Getriebe, serienmäßig                       | 5-Gang-Schaltgetriebe                                                            | 5-Gang-Schaltgetriebe                                                            | 5-Gang-Schaltgetriebe                                                            | 5-Gang-Schaltgetriebe                                                            | 5-Gang-Schaltgetriebe                                                            | 5-Gang-Schaltgetriebe                                                            | 5-Gang-Schaltgetriebe                                                            | 5-Gang-Schaltgetriebe                                                            |
| Getriebe, optional                          | 4-Stufen-Automatikgetriebe                                                       | 4-Stufen-Automatikgetriebe                                                       | –                                                                                | –                                                                                | 4-Stufen-Automatikgetriebe                                                       | 4-Stufen-Automatikgetriebe                                                       | –                                                                                | –                                                                                |
| Fahrwerk                                    |                                                                                  |                                                                                  |                                                                                  |                                                                                  |                                                                                  |                                                                                  |                                                                                  |                                                                                  |
| Radaufhängung vorn                          | Dreiecklenker, Schraubenfedern                                                   | Dreiecklenker, Schraubenfedern                                                   | Dreiecklenker, Schraubenfedern                                                   | Dreiecklenker, Schraubenfedern                                                   | Dreiecklenker, Schraubenfedern                                                   | Dreiecklenker, Schraubenfedern                                                   | Dreiecklenker, Schraubenfedern                                                   | Dreiecklenker, Schraubenfedern                                                   |
| Radaufhängung hinten                        | Querlenker, Zugstreben, Schraubenfedern                                          | Querlenker, Zugstreben, Schraubenfedern                                          | Querlenker, Zugstreben, Schraubenfedern                                          | Querlenker, Zugstreben, Schraubenfedern                                          | Querlenker, Zugstreben, Schraubenfedern                                          | Querlenker, Zugstreben, Schraubenfedern                                          | Querlenker, Zugstreben, Schraubenfedern                                          | Querlenker, Zugstreben, Schraubenfedern                                          |
| Bremsen                                     | Scheibenbremsen rundum (Durchmesser v/h 28,1/27,6 cm), Bremskraftverstärker, ABS | Scheibenbremsen rundum (Durchmesser v/h 28,1/27,6 cm), Bremskraftverstärker, ABS | Scheibenbremsen rundum (Durchmesser v/h 28,1/27,6 cm), Bremskraftverstärker, ABS | Scheibenbremsen rundum (Durchmesser v/h 28,1/27,6 cm), Bremskraftverstärker, ABS | Scheibenbremsen rundum (Durchmesser v/h 28,1/27,6 cm), Bremskraftverstärker, ABS | Scheibenbremsen rundum (Durchmesser v/h 28,1/27,6 cm), Bremskraftverstärker, ABS | Scheibenbremsen rundum (Durchmesser v/h 28,1/27,6 cm), Bremskraftverstärker, ABS | Scheibenbremsen rundum (Durchmesser v/h 28,1/27,6 cm), Bremskraftverstärker, ABS |
| Lenkung                                     | Zahnstangenlenkung, servounterstützt                                             | Zahnstangenlenkung, servounterstützt                                             | Zahnstangenlenkung, servounterstützt                                             | Zahnstangenlenkung, servounterstützt                                             | Zahnstangenlenkung, servounterstützt                                             | Zahnstangenlenkung, servounterstützt                                             | Zahnstangenlenkung, servounterstützt                                             | Zahnstangenlenkung, servounterstützt                                             |
| Messwerte (Limousine) 1                     |                                                                                  |                                                                                  |                                                                                  |                                                                                  |                                                                                  |                                                                                  |                                                                                  |                                                                                  |
| Höchstgeschwindigkeit                       | 205 km/h                                                                         | 212 km/h (210 km/h)                                                              | 235 km/h                                                                         | 243 km/h                                                                         | 218 km/h (212 km/h)                                                              | 225 km/h (220 km/h)                                                              | 193 km/h                                                                         | 202 km/h                                                                         |
| Beschleunigung, 0–100 km/h                  | 9,8 s                                                                            | 9,2 s (12,1 s)                                                                   | 7,3 s                                                                            | 7,3 s                                                                            | 8,7 s (10,5 s)                                                                   | 8,0 s (9,8 s)                                                                    | 10,7 s                                                                           | 10,0 s                                                                           |
| Kraftstoffverbrauch auf 100 km (kombiniert) | 9,4 l S                                                                          | 8,5 l S (8,7 l S)                                                                | 9,0 l S                                                                          | 8,1 l S                                                                          | 9,4 l S                                                                          | 9,8 l S (9,5 l S)                                                                | 8,4 l D                                                                          | 7,7 l D                                                                          |
| Messwerte (SW) 1                            |                                                                                  |                                                                                  |                                                                                  |                                                                                  |                                                                                  |                                                                                  |                                                                                  |                                                                                  |
| Höchstgeschwindigkeit                       | –                                                                                | 205 km/h                                                                         | 230 km/h                                                                         | 235 km/h                                                                         | 212 km/h (206 km/h)                                                              | 218 km/h                                                                         | 190 km/h                                                                         | 200 km/h                                                                         |
| Beschleunigung, 0–100 km/h                  | –                                                                                | 10,0 s                                                                           | 8,3 s                                                                            | 7,7 s                                                                            | 8,9 s (10,7 s)                                                                   | 9,0 s                                                                            | 11,5 s                                                                           | 10,8 s                                                                           |
| Kraftstoffverbrauch auf 100 km (kombiniert) | –                                                                                | 10,8 l S                                                                         | 10,5 l S                                                                         | 10,9 l S (11,6 l S)                                                              | 11,0 l S                                                                         | 12,7 l S                                                                         | 8,6 l D                                                                          | 7,8 l D                                                                          |
| Messwerte (Coupé) 1                         |                                                                                  |                                                                                  |                                                                                  |                                                                                  |                                                                                  |                                                                                  |                                                                                  |                                                                                  |
| Höchstgeschwindigkeit                       | –                                                                                | –                                                                                | 235 km/h                                                                         | 243 km/h                                                                         | 218 km/h                                                                         | 220 km/h                                                                         | –                                                                                | –                                                                                |
| Beschleunigung, 0–100 km/h                  | –                                                                                | –                                                                                | 7,3 s                                                                            | 7,3 s                                                                            | 8,7 s                                                                            | 9,8 s                                                                            | –                                                                                | –                                                                                |
| Kraftstoffverbrauch auf 100 km (kombiniert) | –                                                                                | –                                                                                | k. A.                                                                            | k. A.                                                                            | 10,7 l S                                                                         | (12,3 l S)                                                                       | –                                                                                | –                                                                                |

- Die Verfügbarkeit der Motoren war von Modell, Ausstattung und Markt abhängig.

## Trivia
- Strenggenommen ist die Schreibweise des griechischen Kleinbuchstaben Kappa κ und nicht k. Limousine und Kombi werden in internen Unterlagen als k geführt, das Kappa Coupé als kC. Jedoch steht an dessen Typenschilder an den Kotflügeln k.